# 和义郡
和义郡，中国唐朝时设置的郡。
唐玄宗天宝元年（742年），改荣州置和义郡。治所在旭川县（今四川省荣县旭阳镇）。下辖旭川县、应灵县（今四川省荣县西南）、资官县（今四川省资阳市雁江区丹山镇）、威远县（今四川省威远县）、和义县（今四川省自贡市大安区牛佛镇）、公井县（今四川省自贡市贡井区）。辖境相当今四川省荣县、威远县、自贡市等地。唐肃宗乾元元年（758年）复改为荣州。